# Aurora Chin
Aurora Chin, född 12 september 1958, är en rumänsk bågskytt. Hon deltog vid olympiska sommarspelen 1980.